# Breakbeat
Breakbeat (također poznat kao breakbeats ili breaks) označava skupinu podžanrova elektroničke glazbe. Karakterizira ga uporaba 4/4 mjere u bubnjanju (za razliku od neprestanog bubnjanja u houseu ili tranceu). To se može opisati kao upotreba sinkopacije i poliritmičnosti, što nalazimo u svoj glazbi afričkog podrijetla, i u većem dijelu afroameričke glazbe.